# Suga Mama
Suga Mama ist ein Lied der US-amerikanischen R&B-Sängerin Beyoncé aus ihrem zweiten Album B’Day (2006). Das Lied wurde von Beyoncé zusammen mit Rich Harrison und Makeba Riddick geschrieben und von Harrison und Beyoncé produziert. Suga Mama enthält Einflüsse aus der Funk-Musik der 60er und 70er und enthält Elemente vom Go-Go der 80er. Musikalisch reicht das Lied von R&B über Soul bis Hip-Hop. Das Lied samplet Jake Wade and the Soul Searchers Lied Searching for Soul, welches von Chuck Middleton geschrieben wurde. Inhaltlich behandelt Suga Mama die weibliche Protagonistin, welche ihren Liebhabern erlaubtn ihr Geld auszugeben, damit ihre Liebe zueinander bestehen bleibt und sie zusammen leben können.
Musikkritiker lobten Suga Mama und bezeichneten es als eines der besten Lieder des Albums, auch wurde Harrisons Arbeit an der Produktion des Liedes gelobt. Jedoch kritisierten einige Beyoncé dafür, dass sie immer versucht gesangliche Bestleistungen zu erzielen. Obwohl Suga Mama nicht als Single veröffentlicht wurde, drehte sie mit Melina Matsoukas einen schwarz-weiß-Musikvideo zu Suga Mama welcher auf Beyoncés Videoalbum B’Day Anthology Video Album (2007) erschien. Das Musikvideo wurde nur unter einem kurzen Zeitraum von britischen Musiksendern ausgestrahlt. Beyoncé sang das Lied auch auf ihren letzten beiden Welttourneen, der „The Beyoncé Experience“ Tour (2007) und auf der „I Am... World Tour“ (2010) und den Livealben.

## Hintergrund
Beyoncé engagierte Rich Harrison als einen der Produzenten B'Day und sie ordnete ihn zu Sean Garrett und Rodney Jerkins, welche einzelne Räume in den Sony Music Studios in New York City, für sich hatten. Beyoncé sagte, sie fördere „Freiraum“ für die Produzenten. Sie gab jedem Produzenten einen einzelnen Raum im Musikstudio für sie selbst, damit sie „gute“ Werke produzieren können. Sie und Harrison arbeiteten schon an Beyoncés Nummer-eins-Hit Crazy in Love aus dem Jahr 2003 zusammen, welches auch Soul-Einflüsse besitzt wie Suga Mama.

## Musikalisches und Inhalt
Suga Mama ist ein R&B-Lied. Laut Shaheem Reid von MTV News und Joseph Mike vom Online-Magazin PopMatters, enthält das Lied Einflüsse aus der Funk-Musik der 60er und 70er, von Soul und Rockmusik. Zusätzlich enthält das Lied Elemente vom Go-Go der 80er, und Beyoncé singt und rapt den Titel in Begleitung von einem jazzigen Hip-Hop-Beat. Brian Hiatt vom Rolling Stone Magazin schrieb, dass das Lied einen „Bluesgitarren“ sample enthält. Das Lied enthält auch einen Sample von Jake Wade and the Soul Searchers Lied Searching for Soul, welches von Chuck Middleton geschrieben wurde.
Inhaltlich behandelt das Lied die weibliche Protagonistin, welche ihren Liebhaber ihre Kreditkarte anbietet, damit er bei ihr bleibt und sie zusammen wohnen können und ihre alten Sammlungen von Soulliedern leidenschaftlich nur zu zweit hören können. Diese Interpretation des Inhaltes wird in diesen Textzeilen des Liedes deutlich: „It's so good to the point that I'll do anything just to keep you home [...] Tell me what you want me to buy, my accountant's waiting on the phone [...]“. Die Protagonistin sieht den Mann auch als Objekt ihrer sexuellen Begierde und fragt ihn, ob er auf ihrem Schoß sitzen kann, damit sie die sexuelle Nähe spüren kann. Die USA Today verglich den Inhalt des Liedes mit dem von Destiny’s Childs Nummer-eins-Hit Bills, Bills, Bills aus dem Jahre 1999 und schrieb: „Erst brauchte [Beyoncé] jemanden, der ihre Rechnungen bezahlt, jetzt gibt sie denjenigen in Suga Mama ihre Kreditkarte, damit er sich frei bedienen kann und damit die Beziehung hält.“ Dave de Sylvi von Sputnikmusic sagte, das Beyoncé singt: „I could be like a jolly rancher that you get from the corner store“, mit dem gleichen Unsinn wie Christina Aguilera in Candyman (2007). Gail Mitchell vom Billboard Magazin verglich den Inhalt des Liedes mit denen von Tina Turners Werken. In einer Remixversion von Suga Mama wirkt der amerikanische Rapper Consequence mit.

## Kritik
Die Chicago Sun-Times schrieb, dass Suga Mama den „besten Moment“ von B'Day darstelle. Die The Washington Post sagte, das Rich Harrison „mit 'Suga Mama' wieder eine Kostprobe vom feinsten abliefert, mit einer souligen Untermalung, die Beyoncés Gesang zu Bestleistungen bringt.“ Dave de Sylvi von Sputnikmusic sagte, dass Beyoncé in Suga Mama ein „süßes Bonbon“ sei, welches eindeutig mit den Soulikonen der 60er mithalten könne. Andy Kellman von Allmusic beschrieb Suga Mama als einen „großartig überlagerten“ Titel. Jody Rosen von der Entertainment Weekly sagte das Lieder wie Suga Mama Beyoncés „Virtuosität“ zeigen und fügte hinzu: „Niemand – nicht R. Kelly, noch Usher, ganz abgeshen von ihren weiblichen Poprivalen – kann so singen wie Beyoncé, sie ist einzigartig; diese Lieder beweisen, dass sie ganz alleine auf der Spitze steht […]“.

## Musikvideo
Das Musikvideo zu Suga Mama feierte seine Premiere im April 2007 auf einem britischen Musiksender. Es wurde in schwarz-weiß gedreht, die Regie übernahm Melina zusammen mit Beyoncé. Das Musikvideo erschien auf Beyoncés Videoalbum B’Day Anthology Video Album, welches ebenfalls im April 2007 veröffentlicht wurde. Das Musikvideo zu Suga Mama war eines von acht Musikvideos, welche Beyoncé und Melina innerhalb von zwei Wochen für ihr Videoalbum aufnahmen. Zu Beginn des Musikvideos sitzt Beyoncé auf einem Stuhl, sie trägt Männerkleidung und raucht eine Zigarette. Dann steht sie auf und beginnt an einer Stripstange zu tanzen. Dabei zeigt sie anzügliche und erotische Tanzbewegungen, wie in den meisten ihrer Musikvideos. Im weiteren Verlauf des Musikvideos tanzt sie auf einem großen Zuckerwürfel und anschließend mit Tänzerinnen. Am Ende des Musikvideos tanzt sie auf einem mechanischen Bullen. Beyoncé sagte zum Musikvideo: „Ich werde im Musikvideo langsam zu einer Frau. Gut, zu einer sexuelleren Frau – Ich bin immer eine Frau.“
Beyoncé probte das Tanzen an der Stange mit zwei Ballettstäben. Obwohl sie aus Texas kommt, war sie vorher nie auf einem mechanischen Bullen. Während der Proben stellten sich keine Probleme dar, aber der Bulle wurde später so programmiert, dass er sich schneller bewegte, als eigentlich gewollt war, dadurch stürzte Beyoncé, als sie versuchte auf dem Bullen zu tanzen. Die Szene mit dem Bullen wurde aufgrund der Schwierigkeiten öfter gedreht.

## Live-Auftritte
Beyoncé sang das Lied bei keinem Fernsehauftritt. Das Lied gehörte zur Setlist ihrer zweiten Tournee, der Tournee „The Beyoncé Experience“. Während ihrer I Am... Tour im Jahr 2009 sang sie das Lied in der Odyssey Arena in Nordirland, in der O2 Arena in London, in Athen und in Sydney. In Los Angeles sang Beyoncé nur Segmente des Liedes, sie trug während ihres Auftrittes einen goldenen lichtdurchlässigen Kleid, mit einer goldenen Schleife an ihrem Hintern und sang dabei ohne Begleitung von Tänzern oder ihrer Tourband. Nur vor Beginn des Liedes stimmten einige Tänzer auf den Auftritt von Beyoncé ein. Als sie das Lied in Sunrise, Florida am 29. Juni 2009 sang, trug sie einen gold glitzernden Catsuit. Diesmal sang sie das Lied mit ihren Tänzern und ihrer Tourband. Beyoncé wurde von zwei Schlagzeugern, zwei Keyboardern, einem Perkussionisten und drei Backgroundsängerinnen sowie dem Gitarrist Bibi McGill begleitet. Suga Mama erschien auch auf ihrem Live-Album The Beyoncé Experience Live (2007). Die The Tennessean schrieb, dass das Lied beim Auftritt „sexueller“ gewesen sei als auf dem Album.